# Listă de regizori de film - P
|  | Liste alfabetice de regizori de film A - B - C - D - E - F - G - H - I - J - K - L - M - N - O - P - Q - R - S - T - U - V - W - X - Y - Z |

| - Georg Wilhelm Pabst (1885 - 1967) - P. Padmarajan - Marcel Pagnol (1895 - 1974) - Alan J. Pakula (* 1928) - Brian De Palma (* 1940) - Wolfgang Panzer (* 1947) - Sergej Parageanov (1924 - ?) - Dean Parisot - Park, Chan-wook (* 1963) - Nick Park (* 1958) - Alan Parker (* 1944) - Robert Parrish (1916 - ?) - Pier Paolo Pasolini (1922 - 1975) - Joe Pasternak - Peter Patzak (* 1945) | - Alexander Payne - Raoul Peck (* 1953) - Sam Peckinpah (1925 - 1984) - Arthur Penn (* 1922) - Sean Penn - Wolfgang Petersen (* 1941) - Elio Petri - Adrian Petringenaru - Christian Petzold (* 1960) - Peter Pewas (1904 - 1984) - Maurice Pialat (1925 - 2003) - Harry Piel (1892 - 1963) - Juan M. Pinera - Lucian Pintilie (1933 - 2018) | - Benoit Poelvoorde - Jindrich Polak (1925 - 2003) - Roman Polański (* 1933) - Sydney Pollack (* 1934) - Kay Pollak - Ion Popescu-Gopo (1923 - 1989) - Sally Potter (* 1949) - Michael Powell (1905 - 1990) - Rosa von Praunheim (* 1942) - Otto Preminger (1906 - 1986) - Aleksandr Ptușko (1900 - 1973) - Vsevolod Pudovkin (1893 - 1953) - Luis Puenzo - Manfred Purzer (* 1931) |

### Vedeți și
- Listă de actori - P
- Listă de actrițe - P